# Koeru
Koeru (Koeru vald) (deutsch Sankt Marien-Magdalenen) war eine Landgemeinde im estnischen Kreis Järva mit einer Fläche von 236,8 km². Sie hatte 2315 Einwohner im Dezember 2010. Seit 2017 gehört sie zur Gemeinde Järva.
Neben dem Hauptort Koeru (1073 Einwohner) gehörten zur Gemeinde die Dörfer Abaja, Aruküla, Ervita, Jõeküla, Kalitsa, Kapu, Koidu-Ellavere, Kuusna, Laaneotsa, Luisvere, Merja, Norra, Preedi, Puhmu, Rõhu, Salutaguse, Santovi, Tammiku, Tudre, Udeva, Vahuküla, Valila, Vao, Visusti, Vuti und Väinjärve.
Das Kirchspiel von Koeru ist erstmals 1282 urkundlich belegt. Die Maria-Magdalena-Kirche von Koeru wurde 1288 geweiht, später erweitert und ist heute mit ihrem 43,5 m hohen Turm die bekannteste Sehenswürdigkeit der Gemeinde.
In der Nähe von Koeru befindet sich der 349 Meter hohe Koeru-Sendemast, das höchste Bauwerk von Estland.

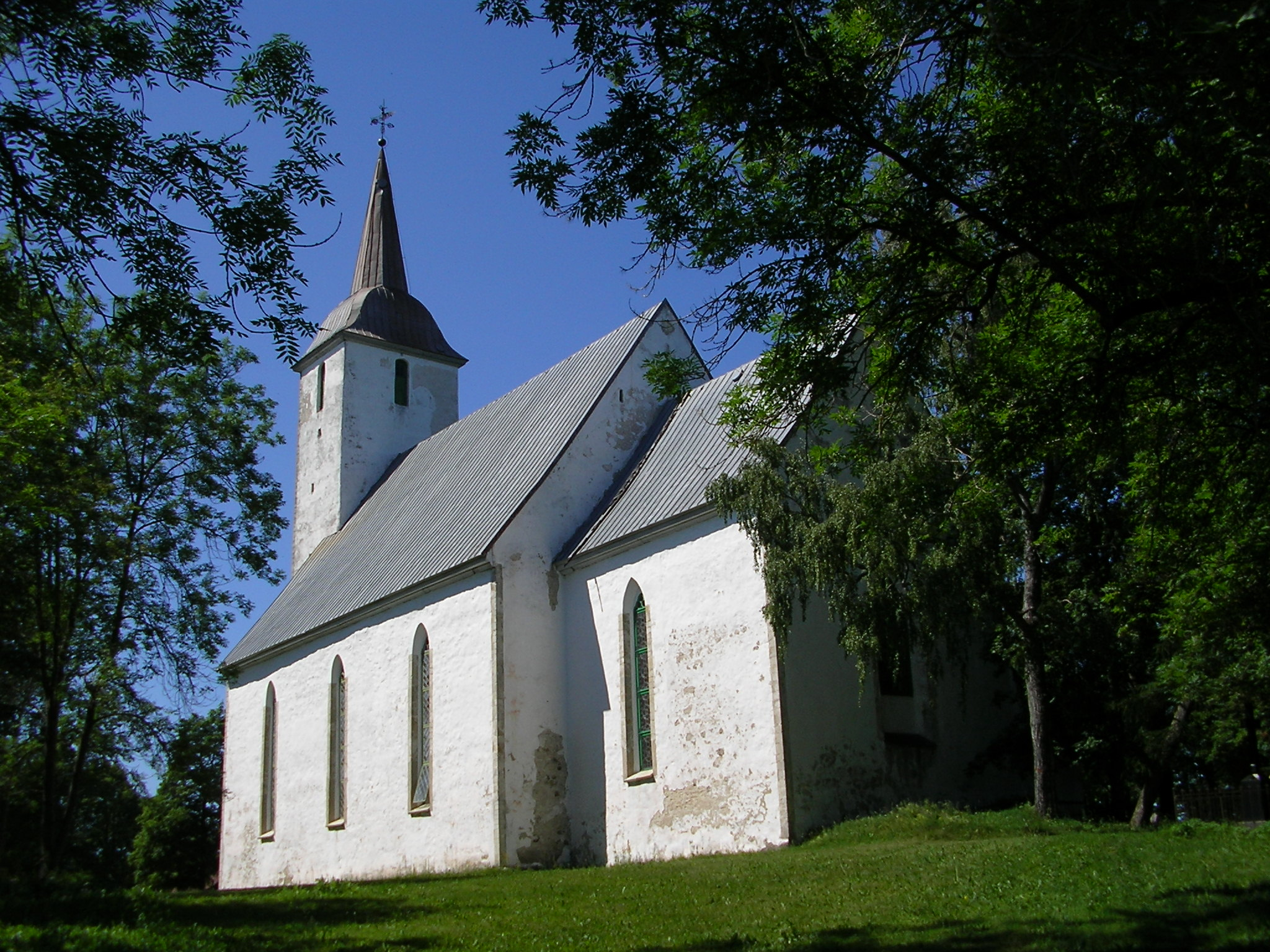
Maria-Magdalena Kirche in Koeru

## St. Maria Magdalena
St. Maria Magdalena Koeru stammt aus den 1270er Jahren. Neu war der ursprünglich errichtete Turm der sich durch eine breite Bogenöffnung ins Mittelschiff öffnet und dessen Verlängerung bildet. Solche Türme gibt es auch in Maholm und Groß-St.-Johannis.

## Persönlichkeiten
- Pavo Raudsepp (* 1973), Skilangläufer
- Lishanna Ilves (* 2000), Leichtathletin